# Felipe Rinaldi
Felipe Rinaldi (en italiano Filippo Rinaldi), (Lu, 28 de mayo de 1856 - Turín, 5 de diciembre de 1931) fue un sacerdote católico italiano y rector mayor de la Congregación Salesiana entre 1922 y 1931 como el III sucesor de Don Bosco. Ingresó a los salesianos en 1867 y fue ordenado sacerdote al año siguiente. Tras el fallecimiento de Don Pablo Albera, Don Rinaldi asumió como rector mayor.
Fundó el Instituto Salesiano Voluntarias de Don Bosco, murió en Roma, en 1931 a la edad de 75 años. Beatificado por el Papa Juan Pablo II el 29 de abril de 1990.

## Infancia
Cristóbolo Rinaldi y Antonia Brezza eran campesinos de Lu, (Alessandria, Italia) y fueron los padres de Pedro Felipe (Pietro Filippo en italiano), su octavo hijo, quien un otoño de 1861, a la edad de cinco años, vio como una banda de muchachos músicos se paraban con sus instrumentos frente a su casa. Los muchachos eran alumnos de un carismático sacerdote de Turín llamado simplemente por todos Don Bosco y quien hacía un paseo con sus muchachos en Lu. El niño Felipe vio también como Don Bosco hablaba con su padre para que Cristóbolo le prestara una carreta que los llevara al próximo pueblo. Los Rinaldi tenían nueve hijos y tres de ellos llegarían a ser sacerdotes.
El segundo encuentro con Don Bosco sería cinco años después, esta vez en Mirabello, en donde el niño ingresó al Seminario Menor. Bien pronto extrañó la casa, pero recibiría la ayuda de su asistente, un amable joven seminarista de nombre Pablo Albera quien llegaría ser su mejor amigo. Sin embargo, una tensa situación de disciplina en la escuela hizo que Felipe renunciara a continuar allí y regresó a Lu. No valió una carta que le envió el mismo Don Bosco para que reconsiderara su intempestiva decisión, mostrando el duro carácter del muchacho. 
Felipe continuó sus días como muchacho de campo en las faenas de la familia y varias cartas de Don Bosco que le decían que las puertas de las casas salesianas estaban abiertas para él, no lo impresionaron. Asimismo, el joven Álbera le envió varios libros sobre la vocación sacerdotal, pero el muchacho no tenía la más mínima intención de ser sacerdote. 
En 1874 Don Bosco vino en persona a Lu y Felipe, ya de 18 años, fue testigo de un milagro del santo de los jóvenes. pero tampoco esto lo impresionó y se mantuvo en su negativa de volver a estudiar. La visita y la reiteración de la negativa del joven Felipe, causó una masiva insistencia por parte de su familia, especialmente su madre, y de otras personalidades del pueblo, ante quienes se mantuvo en su propósito. Su madre Antonia, como una auténtica Santa Mónica por su pequeño "Agustín", comenzó a orar por la que consideraba la vocación de su hijo y este fue el único hecho que logró impresionar a Felipe.

## De regreso a los estudios
En 1876, a la edad de 20 años de edad, Felipe se preparaba para su matrimonio, noticia esta que atrajo a Don Bosco a Lu con la firme intención de convencer al joven. Según los biógrafos de Don Bosco, es el único caso en que fue tan persistente en una vocación.
Por fin en noviembre de 1877 el joven Felipe llegó a Sampierdarena en donde Don Bosco había abierto una casa para lo que llamaba "vocaciones tardías" y con buena fortuna el rector de esa casa era su antiguo amigo Álbera. Obviamente para un muchacho que había suspendido sus estudios para regresar al campo, reiniciar a 21 años significaba un gran sacrificio, pero la tenacidad de su personalidad bien pronto lo ayudaría a ponerse a la par. Dos años después, en 1879, estaba listo para seguir su noviciado en San Benito Canavés y el 13 de agosto de 1880 hizo sus votos religiosos temporales. Incluso si ya era salesiano, Felipe no pensaba en el sacerdocio, pero de nuevo fue la intervención de Don Bosco la que hizo que presentara los exámenes correspondientes para el teologado. No existe otro reporte que mencione que Don Bosco tomó una actitud así frente a un joven, frente a quienes siempre exhortaba o invitaba, pero no ordenaba hacer. Dicho acontecimiento impresionaría siempre a Felipe que  escribe:

Quería ser salesiano, pero no sacerdote. Di los exámenes de teología y recibí las órdenes sólo para obedecer a Don Bosco quien decía "darás los exámenes en esta y esta fecha y recibirás esa orden.

## Sacerdocio
El 23 de diciembre de 1882 Felipe Rinaldi era ordenado sacerdote por Monseñor David Riccardi, en la Catedral de Ivrea. A la pregunta de Don Bosco si se sentía feliz, el padre Felipe le respondió: "Sí, si estoy con usted, de otra forma no sé qué sería de mí".
Su primera obediencia fue como director de la casa para vocaciones tardías en Mathi, responsabilidad esta que le causó sorpresa pues no se consideraba preparado para ello, pero con él, aumentó bien pronto el número de estudiantes. La casa fue transferida a Turín en 1884.

## La profecía de España
En 1887 el padre Felipe sería testigo de una de las profecías de Don Bosco: le mostró un mapa de Australia y le dijo que los salesianos llegarían a trabajar en ese país boreal. Pero después le señaló España y le dijo que ese sería el país de su apostolado. En efecto, Felipe Rinaldi sería superior de los salesianos de España por espacio de 12 años. Pero después le dijo que un día habría grandes desastres en ese país y que mucha sangre de salesianos sería derramada. Estas palabras de Don Bosco, testimoniadas por el padre Felipe, son relacionadas con los acontecimientos de la guerra civil española (1936 - 1939). De todas las personas que murieron, fueron canonizadas como mártires 498 personas que fueron asesinadas por causa de su religión y entre estos 63 personas eran miembros de la Familia Salesiana Según el historiador inglés Hugh Thomas, en ningún momento de la historia de Europa se dio una expresión tan violenta del odio contra la Iglesia católica y sus obras.
España sería el segundo país en el cual tendría un mayor desarrollo inicial las obras de Don Bosco después de Italia. Don Rúa fue el que comunicó a Don Rinaldi la decisión de enviarlo a Sarria-Barcelona en 1889 y comenzó a estudiar castellano y a conocer la historia del país bien pronto. El 29 de octubre de 1889 el padre Felipe Rinaldi llega a Sarria-Barcelona y es nombrado inspector de España y Portugal en 1892. Bajo el gobierno inspectorial del padre Felipe, aumentó el número de salesianos españoles y se fundaron 19 casas en la península ibérica. También tuvo una especial deferencia para con las Hijas de María Auxiliadora en ese país.

## Camino a Sucesor de Don Bosco
En 1901 el padre Felipe es llamado de España a Turín para suceder al Prefecto General durante el gobierno de Don Rúa. Dicho cargo tenía que ver con la administración económica y disciplinaria de la Congregación. Por otro lado, el padre Felipe demostró una gran atención por el apostolado con las muchachas en situación de pobreza y el respaldo a las Hijas de María Auxiliadora. Ello sería la primera semilla para el futuro desarrollo de las Voluntarias de Don Bosco, una rama de la Familia Salesiana que lo tendría a él como padre fundador. También contribuyó en la promoción de la Asociación de Salesianos Cooperadores y de la Asociación de Exalumnas de las Hijas de María Auxiliadora. Dio una gran importancia al Boletín Salesiano y fundó otras publicaciones como Voci Fraterne, Unione (una publicación que promovía la unión entre la Asociación de Exalumnos Salesianos y de las Exalumnas de las Hijas de María Auxiliadora), la publicación María Auxiliadora para la Basílica de María Auxiliadora y Juventud Misionera para promover las misiones. Trabajó en la creación y dotación de bibliotecas juveniles, cooperativas y servicios médicos gratis.
El 28 de octubre de 1921 quien fuera su primer gran amigo salesiano, el padre Pablo Albera, rector mayor de los salesianos, murió repentinamente y el padre Felipe fue el encargado de comunicar la noticia. Tenía pensado que el III Sucesor de Don Bosco debía ser un tipo joven y fuerte (él tenía 65 años de edad). El 12 de abril de 1922 los salesianos celebraron su XII Asamblea General (conocida como "Capítulo General" entre cuyas tareas estaba la elección del III Sucesor). Para su sorpresa, los salesianos lo eligieron a él, ante lo que dijo:

Esta elección es embarazosa tanta para vosotros como para mí. Quizá Nuestro Señor quiere humillar la Congregación o Nuestra Señora quiere mostrar que, con nosotros, es ella la que está haciéndolo todo. Sin embargo, es algo sumamente embarazoso para mí. Por favor orad al buen Señor para que yo no destruya lo que Don Bosco y sus sucesores han construido.

Una frase dicha por uno de los más ancianos salesianos de la época y de gran cercanía al santo fundador, el padre Francesia, dijo entonces:

En el padre Rinaldi sólo falta la voz de Don Bosco, todo lo demás es lo mismo.

Dicha frase y el modo de vida del padre Felipe, harían que pasara a la historia como el rector mayor que más se ha parecido a Don Bosco.

### Contexto histórico
El padre Felipe gobernó la Congregación Salesiana entre 1921 y 1931, es decir, durante la tercera década del siglo XX y en un periodo de posguerra que conduciría al desastre de la II Guerra Mundial. En esa década se instituyó la Sociedad de Naciones, se consolidó la URSS como el primer bloque comunista, se presentó la gran depresión económica de 1929, Argentina, el primer país latinoamericano a donde habían llegado los salesianos, logra una gran transformación económica, mientras Alemania es asfixiada por las disposiciones del Tratado de Versalles. Francia, otros de los primeros países salesianos, vivía una gran inestabilidad política, mientras Japón ponía a Asia entre sus ambiciones geopolíticas.

### Acontecimientos en su gobierno
Los principales acontecimientos salesianos durante el rectorado del padre Felipe Rinaldi fueron los siguientes:
En 1925 emprende una larga visita en Europa: Polonia, Hungría, Alemania, Francia y España. 
En 1922 fundó un Instituto Misionero en Ivrea en conmemoración del aniversario de ordenación sacerdotal del primer obispo salesiano, Monseñor Cagliero. El centro fue llamado Instituto Misionero Salesiano Cagliero del cual salieron 450 misioneros en su primera década, la mayoría de ellos adolescentes entre los 15 y 16 años hacia países como Brasil, India, Japón y Tailandia. Su gran confianza en la tarea misionera de la mujer, le hizo que respaldara con gran dedicación el envío de Hijas de María Auxiliadora a tierras de misión.
Rechazó una invitación de los fascistas que habían invitado a los salesianos a "entrenar en religión a los jóvenes que pertenecían a ese movimiento" a lo cual respondió: "Ahora el Partido tiene una gran influencia, pero no sabemos que pasará mañana".
Dio un gran impulso a la vocación del Salesiano Coadjutor, la manera como es conocida entre los salesianos los laicos consagrados.

## Muerte
El 5 de diciembre de 1931 el padre Felipe Rinaldi o Don Rinaldi como es también conocido, murió silenciosamente mientras leía la vida de Miguel Rúa. Fue sepultado en un cementerio común de Turín y sólo transferido a Valdocco, en la Basílica de María Auxiliadora, después de establecida la causa de canonización en 1947. En 1987 fue declarado Venerable por el Papa Juan Pablo II y el mismo Pontífice declaró Beato al III Sucesor de Don Bosco el 29 de abril de 1990.